# ألبرتو ديينا
كان ألبرتو ديينا (31 مايو 1894 - 13 فبراير 1977)، الإيطالي، خبيرًا في طوابع إيطاليا ومستعمراتها السابقة والدول الإيطالية في القرن التاسع عشر. كان ابن والده، إميليو ديينا، المشهور عالميًا، والذي اعتبره الكثيرون "أعظم هاوي من هواة جمع الطوابع

## الأدب الطوابعي
بفضل معرفته العميقة ودراسته للطوابع البريدية الإيطالية، كتب العديد من المقالات عن الطوابع البريدية الإيطالية، وخاصة الإصدارات "الكلاسيكية" المبكرة. في إيطاليا".

## النشاط الطوابعي
كان ألبرتو ديينا محل تقدير كبير من قبل هواة جمع الطوابع، سواءً من بائعي الطوابع أو مشتريها، لقدرتهِ على كشف النسخ المزيفة أو المزورة من الطوابع البريدية الإيطالية النادرة القديمة. وكان رأيهُ محل تقدير كبير لدى هواة جمع الطوابع الآخرين.

## التكريم
ادرج اسم ألبرتو ديينا في قاعة المشاهير التابعة للجمعية الأمريكية لهواة جمع الطوابع عام 1978.

## الأرث
واصل ابنه الدكتور إنزو دينا عمل والده.

## روابط خارجية
- سيرة حياة ألبرتو ديينا (باللغة الإيطالية)